# Évelyne Gauthier
 (juin 2024).
Si vous disposez d'ouvrages ou d'articles de référence ou si vous connaissez des sites web de qualité traitant du thème abordé ici, merci de compléter l'article en donnant les références utiles à sa vérifiabilité et en les liant à la section « Notes et références ».
Evelyne Gauthier est une écrivaine et scénariste québécoise née à Montréal, dans le quartier Mile End, en 1977.

## Œuvres

### Romans pour adultes
- Le club des joyeuses divorcées, roman humoristique, Guy Saint-Jean Éditeur, 2017.
- Aux délices de Miss Caprice, roman humoristique, Guy Saint-Jean Éditeur, 2015.
- Mâle, femelle et autres espèces animales, roman humoristique, LER, 2013.
- Amour, chocolats et autres cochonneries..., roman pour adultes, Éditions de Mortagne, collection Lime et citron, 2007.

### Romans pour ados
- Ariel à l'École des espions, tome 5: Martinis et mitraillette, Guy Saint-jean Éditeur, 2019.
- Ariel à l'École des espions, tome 4: Banana split et missiles, Guy Saint-jean Éditeur, 2016.
- Ariel à l'École des espions, tome 3: Satellite et bas blancs, Guy Saint-jean Éditeur, 2014.
- Ariel à l'École des espions, tome 2: Bazooka et caméras, Guy Saint-jean Éditeur, 2014.
- Ariel à l'École des espions, tome 1: Mathématique et bombes, Guy Saint-jean Éditeur, 2013.
- Emma, Guy Saint-jean Éditeur, collection C ma vie, 2018.

### Romans pour enfants
- Olivia et Mia : C’est pas de la tarte ! Boomerang Éditeur Jeunesse, Collection Méga toon, 2019.
- Snéfrou, le scribe, éd. Pierre Tisseyre, 2003.
- Snéfrou et la fête des dieux, éd. Pierre Tisseyre, 2005.
- Sombre complot au temple d’Amon-Râ, Éd. Pierre Tisseyre, 2006.

### Nouvelles adulte
- Murmures (co-direction), collectif, Éditions Les heures bleues, 2021.

### Nouvelles jeunesse et contes
- Le justicier in Mystère à l’école, collectif, Éditions Druide, 2018.
- Le plus beau des cadeaux de Noël collectif 24 dodos avant Noël, J.N. Éditions & co., 2017
- Par la bave du crapaud d’oncle Robert !, nouvelle, in Les baguettes en l’air !, collectif, Éditions Vents d’Ouest, 2005.
- La nuit de Samuel, nouvelle, in Bye-bye, les parents !, collectif, Éditions Vents d’Ouest, 2006.
- La folle journée d'Amélie, nouvelle, in Histoires de fous, collectif, Éditions Vents d'Ouest, 2007.

### Documentaires jeunesse
- Je découvre le Québec, livre-coffret, Éditions Petits génies, 2022.
- Mon encyclopetit des dinosaures, livre-coffret, Éditions Petits génies, 2022.